# Strobe Lights
"Strobe Lights" es una canción techno interpretada por el cantante belga Red Sebastian. Fue escrita por Sebastian, Astrid Roelants, Billie Bentein y Willem Vanderstichele (Hush), con producción a cargo de Hush. La canción representará a Bélgica en el Festival de la Canción de Eurovisión 2025. Alcanzó el número nueve en la lista de singles belgas de Flandes.

## Antecedentes y composición
Strobe Lights fue escrita por Sebastian, Astrid Roelants, Billie Bentein y Willem Vanderstichele (Hush), este último autor de la canción. En una entrevista con el programa de testimonios en línea L'Eurovision Au Quotidien, Sebastian describió la canción como una noche divertida y deslumbrante. Eva Frantz de Yle describió "Strobe Lights" como una "canción de baile sugerente y oscura". 

## Festival de la Canción de Eurovisión

### Eurosong 2025
Eurosong 2025 fue la final nacional utilizada para seleccionar la entrada de Bélgica en el Festival de la Canción de Eurovisión 2025. La competencia consistió en dos shows de exhibición pregrabados que se transmitieron el 18 y 25 de enero de 2025, seguidos de una final en vivo el 1 de febrero de 2025 donde se seleccionó la canción y el artista ganadores.
El 13 de enero de 2025, VRT anunció que había seleccionado "Strobe Lights", interpretada por Sebastian, como una de las canciones para competir en Eurosong 2025, la final nacional que organizaría para seleccionar su entrada para el Festival de la Canción de Eurovisión 2025. La canción ganó Eurosong 2025 el 1 de febrero de 2025, donde obtuvo el primer lugar general por el jurado, así como por los votos de la audiencia con 432 puntos, calificando así la canción para representar a Bélgica en el Festival de la Canción de Eurovisión.

### En Eurovisión
El Festival de la Canción de Eurovisión 2025 se llevará a cabo en St. Jakobshalle en Basilea, Suiza, y constará de dos semifinales que se celebrarán en las fechas respectivas del 13 y 15 de mayo y la final el 17 de mayo de 2025. Durante el sorteo celebrado el 28 de enero de 2025, Bélgica fue sorteada para competir en la primera semifinal, actuando en la segunda mitad del espectáculo. 

## Gráficos
| Gráfico (2025) | Cima posición |
| -------------- | ------------- |
| 9              |               |

## Historial de versiones
| Región | Fecha               | Formato | Versión  | Etiqueta | Ref.  |
| ------ | ------------------- | ------- | -------- | -------- | ----- |
| Varios | 25 de enero de 2025 |         | Original | CNR      | [ 7 ] |
| Varios | 11 de abril de 2025 | 7"      |          | CNR      | [ 8 ] |